# Алтунолук, Севтап
Севтап Алтунолук (тур. Sevtap Altunoluk; род. 10 января 1995, Токат) — турецкая паралимпийская спортсменка по голболу с нарушением зрения. Она была членом национальной команды, принимавшей участие в Летних Паралимпийских играх 2020 года. Она родом из Токата, Турция.
Её сестра, Севда Алтунолук, также является игроком национальной сборной по голболу.
Она играла в составе национальной команды, которая завоевала золотую медаль на чемпионате Европы по голболу 2019 года в Ростоке, Германия.